# Потто, Луи
Луи Потто (фр. Louis Potheau) — французский яхтсмен, бронзовый призёр летних Олимпийских игр 1908 года.
На Играх 1908 года в Лондоне Потто соревновался в классе 6 м. Его команда стала в итоге третьей, заняв в двух гонках второе место.